# Philippe van Steelant
Philips ou Philippus van Steelant, Steenlant ou Steelandt, né en 1611 et mort en 1670, est un compositeur de musique baroque et organiste de l'église Saint-Jacques à Anvers.

## Œuvres
Sa Messe de requiem, datée de 1650 environ, fait partie des œuvres musicales les plus anciennes du fonds de la cathédrale Saints-Michel-et-Gudule de Bruxelles. 
Steelant contribua à plusieurs recueils de chants de Noël catholiques sur des textes néerlandais et latins, les cantiones natalitiæ, entre autres en 1654.
Il contribua également, avec huit chansons profanes néerlandaises, au recueil rassemblé par Joannes Baptista Halbos, les Vermaeckelycke Duytsche Liedekens (Chansons néerlandaises divertissantes) à trois, quatre et cinq voix, « Van verscheyden Vermaerde Meesters van desen tijdt » (« De différents maîtres renommés de notre époque »), avec dédicace à Adrianus Van Alphen, chanoine de l’église collégiale Saint-Pierre à Turnhout, en partie conservé à la Bibliothèque de la Ville d'Audenarde.  Bien que la dédicace soit datée du 7 septembre 1655, ce ne fut qu'en 1663 que les héritiers de l’éditeur Pierre Phalèse publièrent le recueil à Anvers.

## Discographie
- A Dutch Christmas, par Early Music New York, sous la direction de Frederick Renz, Ex cathedra Records, 2010 (Fistulis, lyris et organis, de 1654, de Philippe van Steelant).

## Sources
- (nl) RASCH, Rudolf.  « De Cantiones Natalitiae en het Kerkelijke Muziekleven in de Zuidelijke Nederlanden gedurende de Zeventiende Eeuw », Vereniging voor Nederlandse Muziekgeschiedenis, Utrecht, 1985, 2e vol., 552 p.  (ISBN 90-6375-043-9).
- (nl) Chansons profanes et chants de Noël de Steelant, [En ligne], réf. du 5 août 2013, [www.liederenbank.nl] (Base de données de la chanson néerlandaise).